# Witzenberg
Witzenberg – gmina w Republice Południowej Afryki, w Prowincji Przylądkowej Zachodniej, w dystrykcie Cape Winelands. Siedzibą administracyjną gminy jest Ceres.

## Współpraca
Miejscowość partnerska:
- Essen, Belgia